# Hell (roman)
Pour les articles homonymes, voir Hell.
Hell (ou Paris 75016 pour les versions anglophones) publié en mai 2002 chez Grasset, est le premier roman de Lolita Pille. À l'époque de sa première parution, l'auteure a 19 ans. Le roman est rédité en 2004 chez Le Livre de poche.

## Résumé
Une critique de la jeunesse dorée à travers le personnage d'Ella, qui s'est auto-prénommée Hell.
Hell est une jeune fille issue de l'ouest parisien, un milieu aisé dans lequel elle baigne depuis son enfance,. Convaincue d'appartenir à une espèce d'essence supérieure, elle prend un malin plaisir à afficher ses signes ostentatoires de richesse et à vivre une existence futile, superficielle et purement matérialiste (« Je suis une pétasse. [...] Mon crédo : sois belle, et consomme, » dit-elle). Shopping aux adresses les plus prestigieuses, dîners mondains dans les brasseries les plus chics de la capitale et soirées de débauche dans les clubs parisiens les plus cotés,... Tel est le lot quotidien de cette jeune fille qui ne reçoit de ses parents que des chèques et des belles voitures.
Si Hell fait mine de tout prendre avec détachement et cynisme, si elle décrit son milieu en tant que participante et en même temps comme observatrice, avec lucidité et mépris, c'est d'abord pour cacher un mal-être profond et une volonté d'autodestruction (« si les riches ne sont pas heureux alors les pauvres ne le seront jamais, il n'y a donc pas d'espoir ») par laquelle elle s'interdit le bonheur et cherche à s'avilir.
Un jour, alors qu'elle sort de la clinique où elle vient de se faire avorter, malgré sa légèreté affichée, elle fond en larmes, sans raison dit-elle, devant la vitrine d'un magasin Baby Dior avenue Montaigne, où elle se rend compte que le monde dans lequel elle vit n'est fait que d'illusions. La drogue, l'alcool et les aventures d'un soir avec des hommes qu'elle connaît à peine ne sont qu'un moyen pour elle de perdre un peu de sa lucidité sur le monde sans avenir (elle a déjà tout) qui l'entoure. C'est dans ce moment de faiblesse qu'elle rencontre Andrea, son alter ego masculin qui est comme elle, désabusé. « Le mec le plus beau du XVIe » selon ses amies, qui a aussi mauvaise réputation qu'elle.
Ensemble dans un corps à corps passionnel, ils pensent pouvoir s'affranchir de leur malaise. Ils vivent six mois de passion intense, pendant lesquels les nuits parisiennes, la cocaïne et le Prozac semblent bien loin. Mais les démons de Hell, son refus du bonheur et sa volonté autodestructrice, ne tardent pas à reprendre le dessus et elle décide un jour de tout abandonner en reprenant sa vie de frénésie nocturne. Pire que jamais, elle entraîne Andrea dans les quartiers de Paris les plus mal famés, pour y vivre des orgies dénuées de toute trace d'humanité où elle ne se sent plus vivre elle-même.
Elle décide de se séparer de lui et de s'en éloigner. Les mois passent et Andrea cherche à la revoir pour « prendre des nouvelles ». Le rendez-vous a lieu dans un café où Hell feint l'ignorance et la nonchalance. Il s'ensuit une scène d'amour sans aucune passion. Il profite de cet instant pour lui annoncer qu'il a enfin trouvé l'âme-sœur, une prénommée Diane, qu'il prétend aimer de tout son cœur. Cette révélation a l'effet d'un coup de couteau sur la jeune fille, qui rêve l'espace d'un instant, de lui avouer ses véritables sentiments. Mais les seuls mots qui sortent de sa bouche ne sont qu'une suite d'insultes à l'encontre du jeune homme. À nouveau séparés, Hell et Andrea se rencontrent une dernière fois lors d'une soirée au Cab'. Incapables de faire un pas vers l'autre, c'est sur cette dernière image qu'ils resteront. En effet, le soir même Andrea meurt dans un accident de voiture alors qu'il quittait la boîte de nuit où il l'avait aperçue. Quand elle l'apprend, elle ne s'en remet pas et sent la douleur la consumer...
Avec la mort d'Andrea, son plus bel et peut-être seul amour, Hell a une bonne excuse pour être éternellement en deuil, malheureuse et pour continuer à salir en elle ses dernières traces de virginité.

## Commentaires
Ce roman, ainsi que quelques autres de la même lignée dont 99 francs, est cité par  Frédéric Teulon, dans son livre Les FFD : la France aux mains des fils et filles de, édité en 2005. Frédéric Teulon y explique que ce roman n’est que le quotidien à peine caricaturé de l'auteur.
« L'avortement de Hell m’est arrivé, tel que décrit dans le livre (sa mère la laisse dans une clinique, va travailler, et Hell sent que sa vie n’est rien devant d'un magasin Baby Dior de l'avenue Montaigne). L'orgie s’est aussi déroulée (dans une chambre du luxueux hôtel Ritz). Mais je n'ai jamais eu d’ami qui soit mort dans un accident de voiture. », dit Lolita Pille dans une interview à Marcelo Negromonte, éditeur de Divertissement et Art, sur le site web officiel, et qu'il décrit une élite française moralement avachie, matérialiste et ayant perdu tout idéal, tout sens du bien commun et des responsabilités.
Dans ce roman sont décrites la recherche forcenée d’une jouissance immédiate par l’élite française, la croyance en des privilèges et une richesse allant de soi, héréditaires et presque de droit divin, plutôt que liés au mérite et au travail, au service d’un individualisme outrancier et d’un mépris complet des « horsains » et des gens ordinaires.

## Diffusion
Le roman se vend à 38 000 exemplaires en grand format (Éditions Grasset), puis à 280 000 exemplaires en Livre de poche.

## Adaptation cinématographique
Le roman est adapté au cinéma en 2006 par Bruno Chiche, également sous le titre Hell, avec notamment Sara Forestier et Nicolas Duvauchelle. Ce film suscite de nombreuses critiques négatives, et a un succès mitigé.